# Cântabros

Cantábria romana durante o período das Guerras Cantábricas

Ethnographic Iberia 200 BCE-es

Os cântabros (em latim: cantăbrī; em grego clássico: καντάβροι; romaniz.: kantábroi; em castelhano: cántabros) foi um conjunto de povo pré-romano que habitavam o norte da Península Ibérica, na atual Espanha, numa zona mais extensa que a atual comunidade autónoma da Cantábria, cuja principal cidade era Amaya, atualmente na província de Burgos.